# ギリシャラブ
ギリシャラブは、2014年に京都で結成された日本のバンド。2024年3月31日解散。

## メンバー
天川悠雅（Vo）
取坂直人（Gt/Syn）
守屋咲季（Ba）

## 旧メンバー
- 寺田絢菜（Dr）2014年10月3日加入。2015年2月25日脱退
- 坂口雄一（Dr）2015年2月25日加入。2017年3月30日脱退
- 埜口敏博（Ba）2016年9月25日加入。2017年07月14日死去
- ハヤシケイタ（Ba）2018年1月12日加入。2019年10月6日脱退
- 山岡錬（Gt）2017年3月31日加入。2021年10月29日脱退
- 中津陽菜（Dr）2017年3月31日加入。2021年10月29日脱退

## 来歴
2014年
天川悠雅、取坂直人を中心に京都で結成。
2015年
くるりらの作品を生んだ京都のmusic studio SIMPOが立ち上げたSIMPO RECORDSより、ファーストミニアルバム『商品』を発売。
2016年
同作品収録の楽曲『無人島』が、Inter FM がオススメするニュー・リリース“ Hot Picks” に選出。
Helga Press より発売された京都の若手音楽家のコンピレーション・アルバム『From Here To Another Place』に参加。
2017年
3月15日にファーストフルアルバム『イッツ・オンリー・ア・ジョーク』をミロクレコーズから発売。
3月31日、山岡錬（Gt）、中津陽菜（Dr）の加入を発表。
2018年
1月17日にドレスコーズ志磨遼平監修のレーベルJESUS RECORDSから移籍第1弾の作品となる『（冬の）路上』を発売。同1月、サポートメンバーであったハヤシケイタ(Ba)が正式加入。
2019年
4月3日にJESUS RECORDSからセカンドフルアルバム『悪夢へようこそ！』を発売。
5月11日、『悪夢へようこそ！』発売記念ツアーのファイナル公演を新宿red clothで開催。バンドの活動拠点を京都から東京へ移すことを発表。
10月6日、ハヤシケイタ(Ba)が脱退。
2020年
9月4日、本日休演とともに自主制作スプリットシングル「遠い暮らし/(ピカロ、ドン・ファン、ナルシスの末裔による)人類詩」を数量限定リリース。発売から1日で完売。
10月30日、守屋咲季(Ba)の加入を発表。
2021年
新たに設立した自主レーベル、都市国家レコードから3rdフルアルバム『ヘヴン』を4月7日にリリース。10月29日の下北沢CLUB Queのライブをもって山岡錬（Gt）、中津陽菜（Dr）がギリシャラブを脱退。
2024年
1月9日、解散発表。3月31日に東京、青山 月見ル君想フでラストライブを開催し解散。

## ディスコグラフィー

### 配信限定シングル
| 発売日        | タイトル           |
| ------------- | ------------------ |
| 2021年2月10日 | カフェ・オ・レ     |
| 2021年3月31日 | しとやかな獣       |
| 2022年3月30日 | 聖 / 俗            |
| 2022年6月29日 | 聖者たち           |
| 2022年9月21日 | 退廃万歳           |
| 2023年3月22日 | 王様 [Alternative] |
| 2023年5月24日 | ABCD               |
| 2023年8月30日 | ケンタウロス       |

## 主なライブ
- 2018年「（冬の）路上」発売記念LIVE
  - 2月18日　新宿red cloth　w/Gateballers / Gi Gi Giraffe
  - 2月25日　京都 西院ネガポジ w/カネコアヤノ / 折坂悠太（合奏）
- 2019年『悪夢へようこそ！』発売記念ツアー
  - 4月20日　心斎橋Pangea　w/ 波多野裕文（People In The Box）
  - 4月27日　名古屋 CLUB ROCK 'N' ROLL　w/ TAMTAM / SaToA
  - 5月11日　新宿red cloth（ワンマンライブ）
- 2021年 ONE MAN LIVE 「瑪瑙」
  - 9月23日　渋谷LUSH

### 出演イベント
- 2017年08月27日 - ナノボロフェスタ2017
- 2017年09月21日・10月21日 - ボロフェスタ2017 vol.夜露死苦
- 2018年05月22日 - 踊ってばかりの国「2018年、春のレコ発ツアー」
- 2018年05月27日 - いつまでも世界は…第七回
- 2018年09月22日 - 「Botanical House Vol.3」
- 2018年11月01日 - 大阪市立大学 杉本キャンパス 銀杏祭"MONTOBA'18"
- 2018年12月20日 - Crispy Camera Club "SWAG of Stray Cats" Tour 2018
- 2019年04月06日 - SYNCHRONICITY'19
- 2019年05月18日 - music studio SIMPO 10周年「シンポシンポジウム」
- 2022年10月01日 - 秋のYOIMACHI 2022
- 2022年10月13日 - 秋のしんぞう
- 2023年04月04日 - Medousa Mia!